# HMS Amphion (1778)

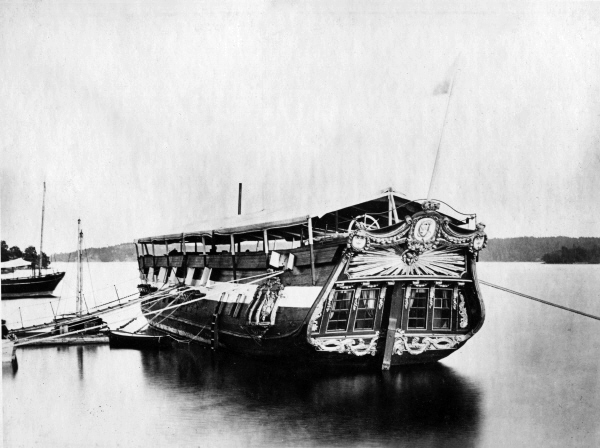
Az Amphion, mint katonai szállás hely

Az Amphion III. Gusztáv svéd király király személyes kétárbócos vitorláshajója volt. Nevét Zeusz fia után kapta, aki a kultúra védelmezője volt a görög mitológiában.

## Leírása
Tervezője a 18. századbeli svéd hajó mérnök, Fredrik Henrik volt, a svédországi Djurgården hajógyárban épült 1778 nyarán, és még ebben az évben vízre bocsátották. Az Amphionnak elég szegényes hajózási jellemzői voltak.
A hajó lassan mozgott és túl nehéz volt ahhoz, hogy evezzék. Már az első Karlskrona - Stockholm útján súlyosan megrongálódott, így III. Gusztávnak ki kellett szállni Dalarönél meg mielőtt elérték volna úti céljukat.
Mindamellett, hogy szabadidőhajó volt, Őfelsége személyes parancsnoki hajójának is használták az 1788 és 1790 között zajló orosz-svéd háborúban, később szálláshelyként szolgált tovább katonák részére.

## A hajó pusztulása
1884-ben az Amphiont tűzifává aprították, viszont a hajófar rész megmaradt, ahol Őfelsége parancsnoki szobája volt található. Ezt a részt kiállították a Stockholmi Tengerészeti Múzeumban, ahol 2003-tól 2006-ig alapos felújítási munkálatokon ment keresztül.
|  |  |